# La Carte et le Territoire
La Carte et le Territoire est un roman de Michel Houellebecq, paru le 3 septembre 2010 aux éditions Flammarion et ayant reçu le prix Goncourt la même année.
Ce roman fait partie des "25 chefs-d’œuvre de la littérature mondiale qui vont marquer le XXIème siècle" d'après l'hebdomadaire Télérama.

## Historique
Cinquième roman de Michel Houellebecq, paru cinq ans après La Possibilité d'une île, La Carte et le Territoire fait partie des livres les plus attendus et commentés de la rentrée littéraire 2010,. Le premier tirage est annoncé à 120 000 exemplaires par l'éditeur.
Ce livre est récompensé le 5 novembre 2010 par le prix décerné à Cracovie dit « Liste Goncourt : le choix polonais » puis, grand favori de la rentrée littéraire, il obtient le 8 novembre 2010 le prix Goncourt, au premier tour de scrutin par sept voix contre deux pour Apocalypse bébé de Virginie Despentes. Les autres finalistes sont Parle-leur de batailles, de rois et d'éléphants de Mathias Énard et Naissance d'un pont de Maylis de Kerangal,,. L'obtention du prix portera les ventes à 400 000 exemplaires. Michel Houellebecq avait auparavant été deux fois finaliste mais recalé (en 1998 pour Les Particules élémentaires et en 2005 pour La Possibilité d'une île).
Un autre livre portant le même titre avait déjà été auto-édité en 1999 par Michel Levy. Ce dernier a protesté lors de la parution du roman de Houellebecq, arguant du code de la propriété intellectuelle, qui par son article L. 112-4, protège les œuvres aussi bien que leurs titres, auquel les éditions Flammarion ont répondu que « l'association de deux mots du langage courant n'est pas original au sens du droit d'auteur et ne peut donc recevoir de protection juridique ».
Le livre de Houellebecq a fait l'objet d'un pastiche : La Tarte et le Suppositoire publié aux éditions de Fallois en 2011 et prétendu « prix Concours 2010 » par « Michel Ouellebeurre ».

## Origine du titre
Michel Houellebecq est un temps accusé du plagiat du livre La Carte et le Territoire de Michel Lévy. Il est probable que Houellebecq a eu connaissance du livre de Levy mais si les titres sont identiques, le contenu des deux livres diffère largement. Pour leur titre, les deux auteurs se sont inspirés de l'un des principes de la sémantique générale d'Alfred Korzybski (1879-1950)  : « la carte n'est pas le territoire ».

## Résumé
Le roman décrit le parcours biographique et créatif de Jed Martin, un artiste français qui rencontre Michel Houellebecq en Irlande afin de lui demander d'écrire le texte d'un catalogue d'exposition, et qui signe son portrait peint. L'auteur a donc l'occasion de décrire une version en partie fictionnelle de lui-même, sous un jour parfois peu avenant de misanthrope. Jed Martin, d'après Michel Houellebecq, « consacra sa vie à la reproduction de représentations du monde, dans lesquelles cependant les gens ne devaient nullement vivre ». Le personnage aurait été en partie inspiré par Pierre Lamalattie.

### Jed Martin
Jed Martin serait né en 1975. Son père était architecte, son grand-père photographe, sa mère décédée lorsqu’il avait 7 ans et il vécut la plus grande partie de son enfance au Raincy. L'ensemble de sa vie se confond avec sa vie professionnelle, l'art. Jed Martin est représenté en France par la Galerie Franz Teller, située dans le 13e arrondissement de Paris.
C'est la série de Trois cents photos de quincaillerie qui lui valut d'être admis aux Beaux-Arts de Paris. Peu après sa sortie des Beaux-arts, il commence la série de photographies des cartes « Michelin Régions » et « Michelin Départements ». Il en réalise un peu plus de huit cents. Il participe à une exposition collective — « Restons Courtois » — organisée par la fondation d'entreprise Ricard où il expose une photo d'une partie de la carte Michelin de la Creuse. Ce qui lance surtout Jed Martin, c'est sa première exposition solo « La carte est plus intéressante que le territoire » à la fondation Michelin pour l'art contemporain. Les critiques sont dithyrambiques. Patrick Kéchichian décrit dans Le Monde la vision de Jed Martin comme « le point de vue d'un Dieu coparticipant, aux côtés de l'homme, à la (re)construction du monde ».
Pourtant il met de côté la photo juste après l'exposition et s'adonne alors à la peinture. Il réalise une série de 64 tableaux, la « série des métiers » qui se partagent en deux : 42 tableaux s'intitulent la « série des métiers simples » et 22 tableaux dénommés la « série des compositions d'entreprise ». La « série des métiers simples » prend un peu plus de 7 ans à Jed Martin, elle représente 42 professions-type, qui offrent un spectre d'analyse pour l'étude des conditions productives de la société. La « série des compositions d'entreprise », quant à elle vise à donner une image, relationnelle et dialectique, du fonctionnement de l'économie dans son ensemble, et fut réalisée en 18 mois.
Damien Hirst et Jeff Koons se partageant le marché de l'art, est la 65e et avant dernière toile de la série des métiers. Elle est aussi la seule toile de Jed Martin représentant le métier d'artiste, et un ratage complet.
La dernière et 66e toile, Michel Houellebecq, écrivain représente l'auteur lui-même, debout face à sa table de travail.

#### Œuvres de fiction de Jed Martin
Sélection des principales œuvres :

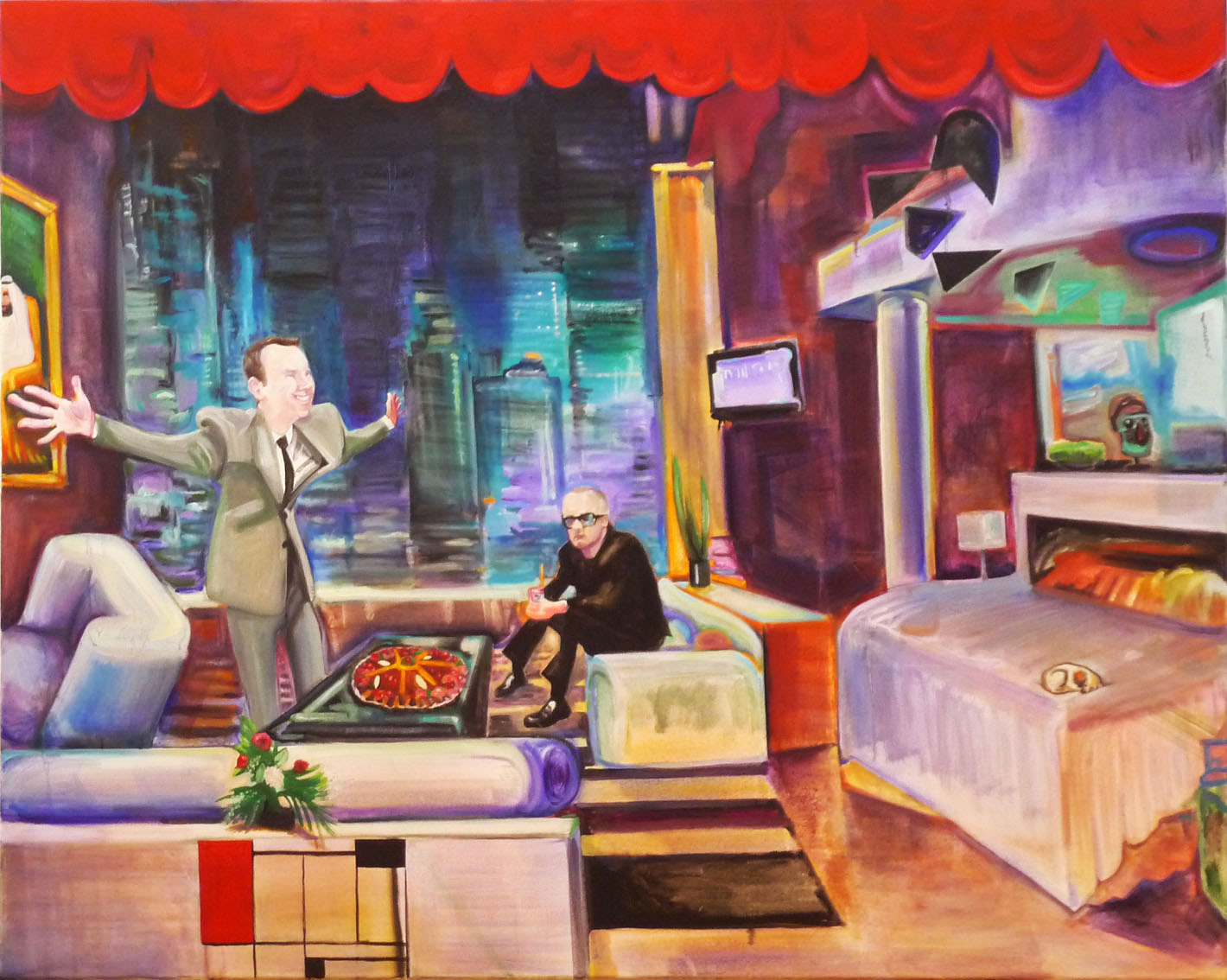
Damien Hirst et Jeff Koons se partageant le marché de l'art, inachevée, huile sur toile (120x150cm), inspiré par l'œuvre de l'artiste fictif Jed Martin

- Damien Hirst et Jeff Koons se partageant le marché de l'art, inachevée, huile sur toile (120x150cm)
- L'architecte Jean-Pierre Martin quittant la direction de son entreprise, huile sur toile
- Michel Houellebecq, écrivain, huile sur toile
- Bill Gates et Steve Jobs s’entretenant du futur de l’informatique - La conversation de Palo Alto, huile sur toile
- Aimée, escort-girl, huile sur toile
- Maya Dubois, assistante de télémaintenance, huile sur toile
- Le journaliste Jean-Pierre Pernaut animant une conférence de rédaction, huile sur toile
- L'introduction en Bourse de l'action Beate Uhse, huile sur toile
- L'ingénieur Ferdinand Piëch visitant les ateliers de production de Molsheim, aquarelle
- Ferdinand Desroches, boucher chevalin, huile sur toile
- Claude Vorilhon, gérant de bar-tabac, huile sur toile

De nombreuses célébrités sont utilisées sous leurs véritables nom et qualités. Claude Vorilhon est par exemple, dans le roman La Possibilité d'une île, le gourou des Raëliens, comme dans la réalité.

#### Personnalités réelles rencontrées
Parmi les personnalités présentes dans le roman, peuvent être citées : Michel Houellebecq, Jean-Pierre Pernaut, Frédéric Beigbeder, Julien Lepers.

#### Lieux de l'action
Le roman se déroule dans le 13e arrondissement de Paris (dont l'Avenue Stéphen-Pichon), au Raincy (Seine-Saint-Denis), à Souppes-sur-Loing (Seine-et-Marne), à Beauvais, à Shannon (Irlande) et à Châtelus-le-Marcheix (Creuse).

## Le roman et Wikipédia
En septembre 2010, le journaliste Vincent Glad découvre que le roman incorpore des extraits de la version francophone de l'encyclopédie Wikipédia sans en mentionner la source. Sur son blog, le juriste Florent Gallaire soutient que le roman serait donc une œuvre composite et que les droits des auteurs des textes réutilisés ne seraient pas respectés. Arguant que cela donne à toute personne le droit de diffuser le roman sous licence Creative Commons BY-SA — celle des articles de Wikipedia — à condition d'effectuer une « mise en conformité », consistant à attribuer les citations à leurs auteurs, il décide de procéder ainsi et de diffuser gratuitement l'intégralité du roman sous forme d'images des pages imprimées. Flammarion, maison d'édition du roman, a menacé de porter plainte contre le blogueur en soulignant que Michel Houellebecq utilise « souvent les notices et sites officiels comme matériau littéraire brut » et « aussi emprunte des passages de son livre à des écrits du site du ministère de l'Intérieur quand il définit la profession d'un commissaire de police ou à une notice touristique quand il décrit avec humour l'hôtel le Carpe Diem ». Le 1er décembre 2010, dès la mise en demeure envoyée par l'éditeur qui envisage de mener une action en justice, le site retire le contenu intégral du roman mis en ligne. Le document avait été récupéré et diffusé par de nombreux sites de téléchargement et plusieurs livres numériques pirates en sont dérivés. Au même moment, Flammarion annonce des éditions numériques des romans de Houellebecq à un prix plus bas que l'édition papier.
Dans une déclaration officielle publiée sur son blog, le conseil d’administration de l'association Wikimédia France répond à différentes questions soulevées par cette situation, et annonce ne pas soutenir l’initiative de Florent Gallaire.
En mai 2011, Houellebecq reconnaît son erreur et remercie les contributeurs de Wikipédia. Il ajoute ces remerciements à la fin de l'édition de poche du roman.

## Éditions
- La Carte et le Territoire, Paris, Flammarion, 2010, broché  (ISBN 978-2081246331)
  - Paris, J'ai lu, 2012, poche  (ISBN 978-2-290-03203-9)
  - Paris, Flammarion, 2022, relié  (ISBN 978-2-080-29724-2)
- Michel Houellebecq et Louis Paillard, La Carte et le Territoire, Paris, Flammarion, 2022, roman graphique  (ISBN 978-2-080-25338-5)